# Dimitrios Tsiamis
Dimitrios Tsiamis (en griego: Δημήτριος Τσιάμης, Karditsa, 12 de enero de 1982) es un deportista griego que compite en atletismo. Ganó una medalla de bronce en el Campeonato Europeo de Atletismo de 2018, en la prueba de triple salto.

## Palmarés internacional
| Campeonato Europeo | Campeonato Europeo | Campeonato Europeo | Campeonato Europeo |
| Año                | Lugar              | Medalla            | Prueba             |
| ------------------ | ------------------ | ------------------ | ------------------ |
| 2018               | Berlín (Alemania)  | Medalla de bronce  | Triple salto       |